# Ghost of Yōtei
Ghost of Yōtei é um futuro jogo de ação e aventura desenvolvido pela Sucker Punch Productions e publicado pela Sony Interactive Entertainment. É a sequência do jogo Ghost of Tsushima de 2020, embora não siga a história do primeiro jogo. O lançamento está previsto para 2025.

## Sinopse
Ghost of Yōtei gira em torno do tema da "vingança do oprimido". A história se passa em 1603 em Hokkaido, Japão. Os jogadores assumirão o controle de Atsu, uma rōnin que adota a persona de "The Ghost". Atsu será interpretado por Erika Ishii. Os desenvolvedores alegaram que os jogadores terão mais controle sobre a narrativa e as escolhas de Atsu em comparação com Ghost of Tsushima.

## Desenvolvimento
O cenário de Ghost of Yōtei foi inspirado nas diversas visitas da Sucker Punch Productions ao norte do Japão. O diretor criativo Jason Connell ficou impressionado com a beleza do Monte Yōtei e ficou olhando para ele por horas. A equipe de desenvolvimento gravou sons da natureza no Parque Nacional Shiretoko. O diretor criativo Nate Fox queria que uma sequência de Ghost of Tsushima mantivesse seus elementos principais: "transportar o jogador para o romance e a beleza do Japão feudal".
O jogo foi revelado durante a apresentação State of Play do PlayStation em 24 de setembro de 2024.